# Hurrikan Dorian

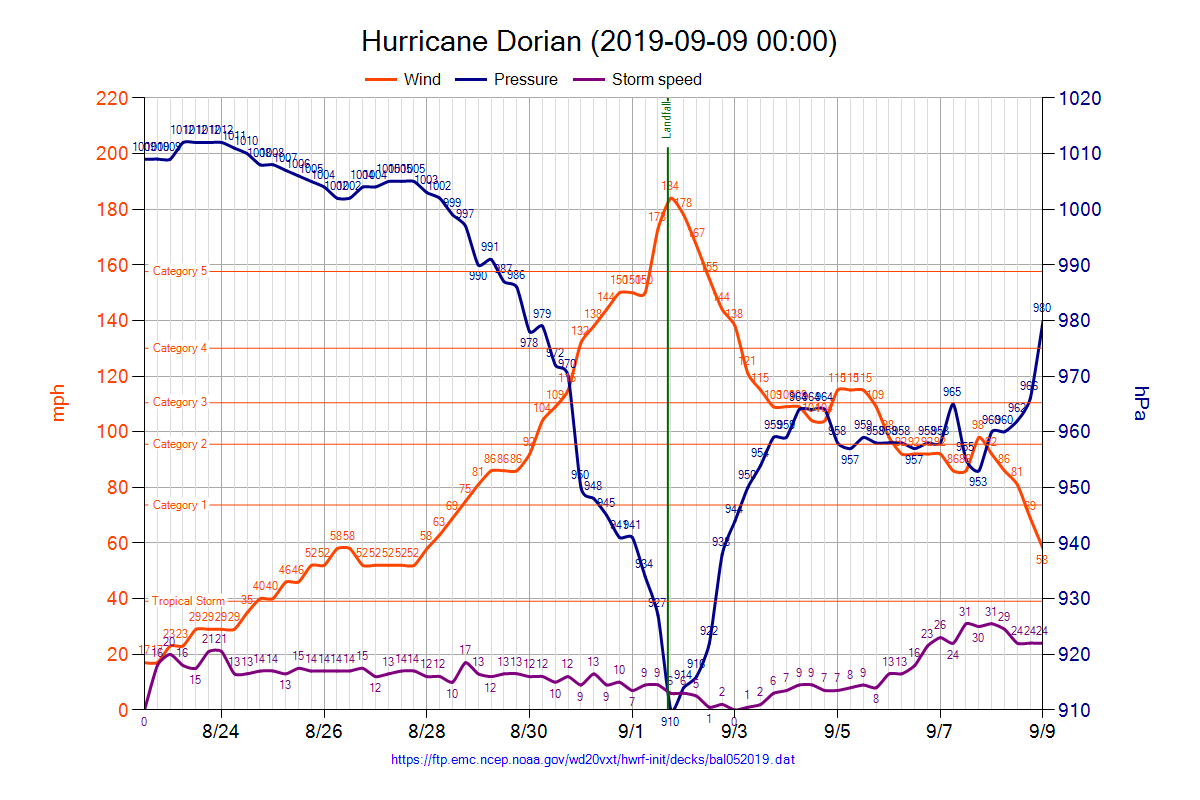
Entwicklung von Windgeschwindigkeit, Luftdruck und Zuggeschwindigkeit des Hurrikans

Hurrikan Dorian war ein tropischer Wirbelsturm und der zweite Hurrikan der atlantischen Hurrikansaison 2019. Er bildete sich im August 2019 und zog als Tropensturm über einige Inseln der Karibik. Nach einer enormen Intensivierung traf er am 1. September als Hurrikan der Kategorie 5 auf der Saffir-Simpson-Hurrikan-Windskala auf die Bahamas, wo er viele Menschenleben forderte und gewaltige Schäden anrichtete. Danach änderte er seine Zugrichtung und zog entlang der Ostküste der Vereinigten Staaten und Kanadas. Am 7. September wurde er zu einem posttropischen Sturmtief erklärt. Am nächsten Tag schwächte er sich so weit ab, dass er keine Winde in Hurrikan-Stärke mehr zeigte.

## Meteorologische Geschichte
Am 19. August berichtete das National Hurricane Center von einer tropischen Welle an der Küste Westafrikas, die mit vereinzelten Regenschauern über Senegal und Guinea einherging. Die Welle zog mit einer Geschwindigkeit von etwa 27 km/h westwärts. Am 22. August wurde eine Intensivierung von Gewittern und Niederschlägen im Zusammenhang mit der atmosphärischen Störung beobachtet. Am 24. August wurde im System eine Rotation mit etwa 55 km/h schnellen Oberflächenwinden festgestellt, weshalb es die Bezeichnung Tropisches Tiefdruckgebiet Fünf erhielt. Zu diesem Zeitpunkt befand es sich etwa 1400 Kilometer östlich von Trinidad. Noch am selben Tag intensivierte sich das Tiefdruckgebiet und begann, ein Auge zu entwickeln, weshalb es am Abend zum Tropischen Sturm Dorian erklärt wurde. Dorian zog nun mit einer Geschwindigkeit von etwa 22 km/h Richtung West bis Westnordwest. Windgeschwindigkeiten von der Stärke eines tropischen Sturms – nach der Saffir-Simpson-Hurrikan-Windskala also mindestens 63 km/h – traten in einem Radius von 55 Kilometern um das Zentrum auf.

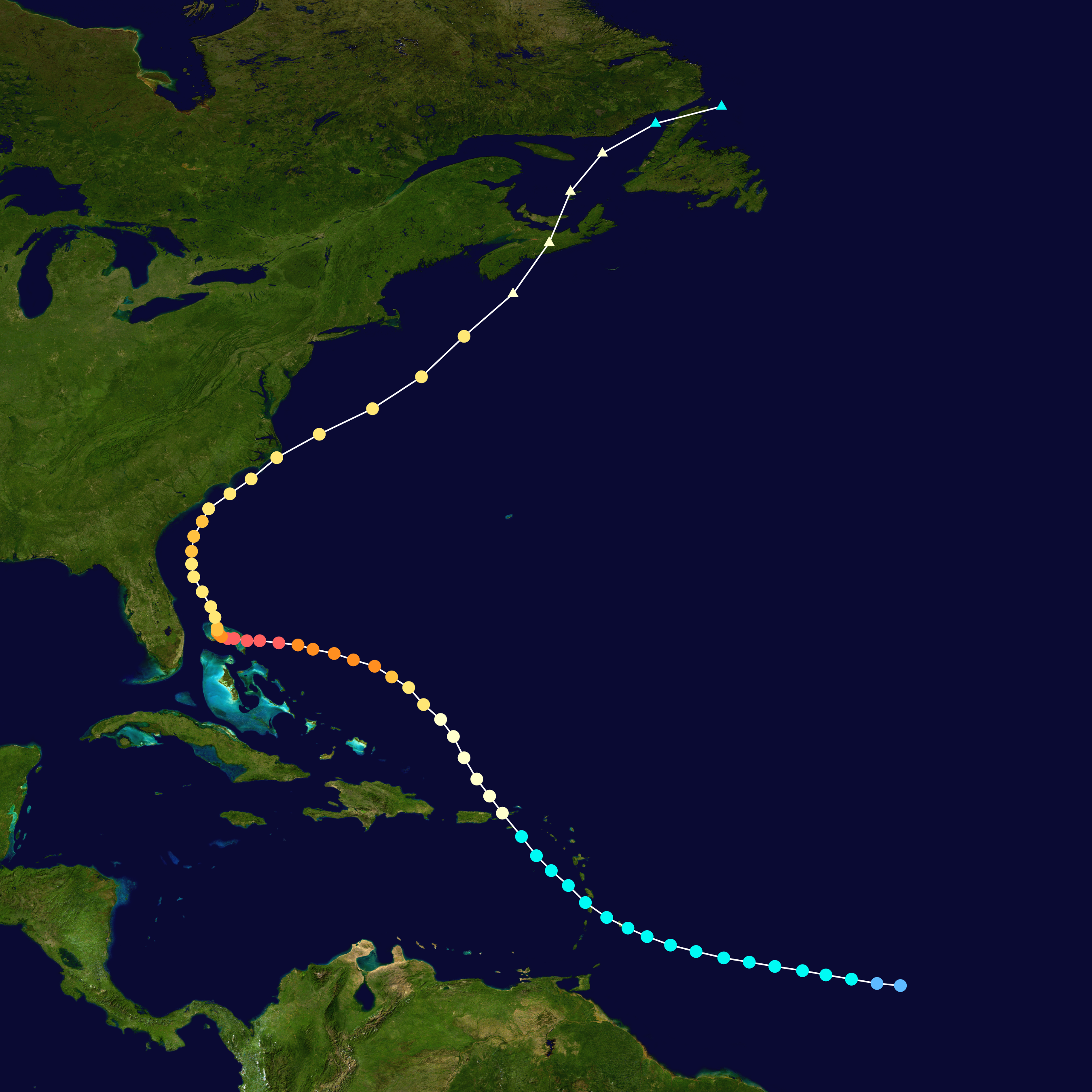
Die Zugbahn von Dorian

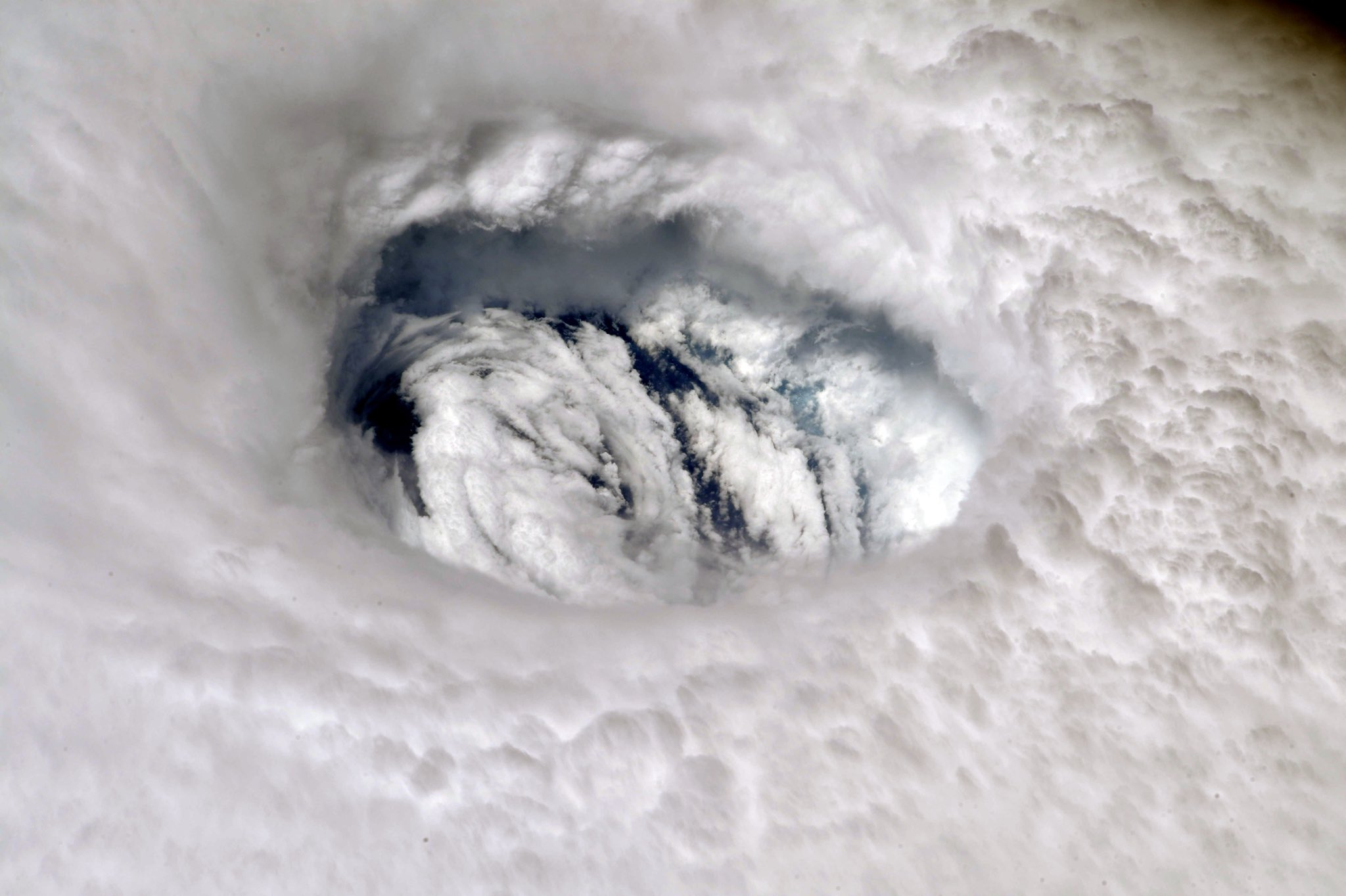
Das Auge des Hurrikans am 2. September über Grand Bahama

Dorian nahm in den nächsten Tagen an Stärke zu, seine Windgeschwindigkeiten erreichten – über eine Minute anhaltend – am 25. August 85 km/h, am 26. August vorübergehend 95 km/h, Sturmwinde traten nun in einem Radius von 75 Kilometern um das Zentrum auf.
Am Abend des 26. August zog Dorian über Barbados, In den Morgenstunden des 27. August passierte Dorian St. Lucia und sorgte für Wind und Niederschlag auch auf weiteren Inseln über dem Winde. Nachdem die hohen Berge auf St. Lucia die bodennahe Zirkulation des Sturms gestört hatten, organisierte sich sein Zentrum über dem Karibischen Meer etwas weiter nördlich neu.
Am 28. August intensivierte sich der Sturm, er zeigte nun Windgeschwindigkeiten von 110 km/h und Sturmwinde in einem Radius von 130 Kilometern um das Zentrum. Gegen Mittag zog der Sturm über die Jungferninseln mit Zugrichtung Nordwest. Um 14:00 Uhr Ortszeit wurde Dorian vor Saint Thomas mit Windgeschwindigkeiten von 120 km/h zu einem Hurrikan der Kategorie 1 erklärt, am Abend betrugen die Windgeschwindigkeiten bereits 140 km/h.
Über dem Atlantik ermöglichten in den folgenden Tagen sehr warme Wassertemperaturen, hohe Luftfeuchtigkeit und geringe Windscherung eine rapiden Intensivierung des Sturms. Am 29. August wurde er auf Kategorie 2, am 30. August zuerst auf Kategorie 3, dann auf Kategorie 4 hochgestuft. Mit Windgeschwindigkeiten von 215 km/h zog er nun in westnordwestliche Richtung. Diese Richtungsänderung war durch einen sich im Norden über dem Atlantik westwärts ausbreitenden Hochdruckrücken bedingt.
Am Morgen des 1. September wurde Dorian 50 Kilometer östlich von Abaco ein Kategorie-5-Hurrikan. Sturmwinde traten in einem Radius von 165 Kilometern um das Zentrum auf, Winde in Hurrikan-Stärke (d. h. mehr als 118 km/h) in einem Radius von 45 Kilometern. Um 15:00 Ortszeit erreichte der Hurrikan seine größte Intensität, als sein Auge mit Windgeschwindigkeiten von 295 km/h und einem Luftdruck im Zentrum von 910 hPa auf die Insel traf. Die Zugrichtung war nun Westen. Abends traf das Auge dann auf die Insel Grand Bahama. Die Zuggeschwindigkeit nahm indes ab. Am 2. September wurde der Sturm nahezu stationär über Grand Bahama, seine Zuggeschwindigkeit betrug nur mehr etwa 2 km/h und er stand so für mehr als 24 Stunden zentral über der Insel. Dabei schwächte er sich leicht ab, gegen Mittag wurde er auf Kategorie 4 zurückgestuft. Diese Abschwächung stand im Zusammenhang mit einer zyklischen Eyewall-Neubildung.
Am 3. September wurde Dorian zuerst auf Kategorie 3, später auf Kategorie 2 herabgestuft. Bedingt durch die Abschwächung des Hochs im Norden von Dorian und einem sich im Osten der Vereinigten Staaten ausbildenden und ostwärts ziehenden Trog begann er allmählich in Richtung Nordwesten zu ziehen. Zugleich wurde sein Windfeld erneut größer, Winde in Hurrikan-Stärke traten nun in einem Radius von 95 Kilometern, Winde in Sturm-Stärke in einem Radius von 280 Kilometern auf.

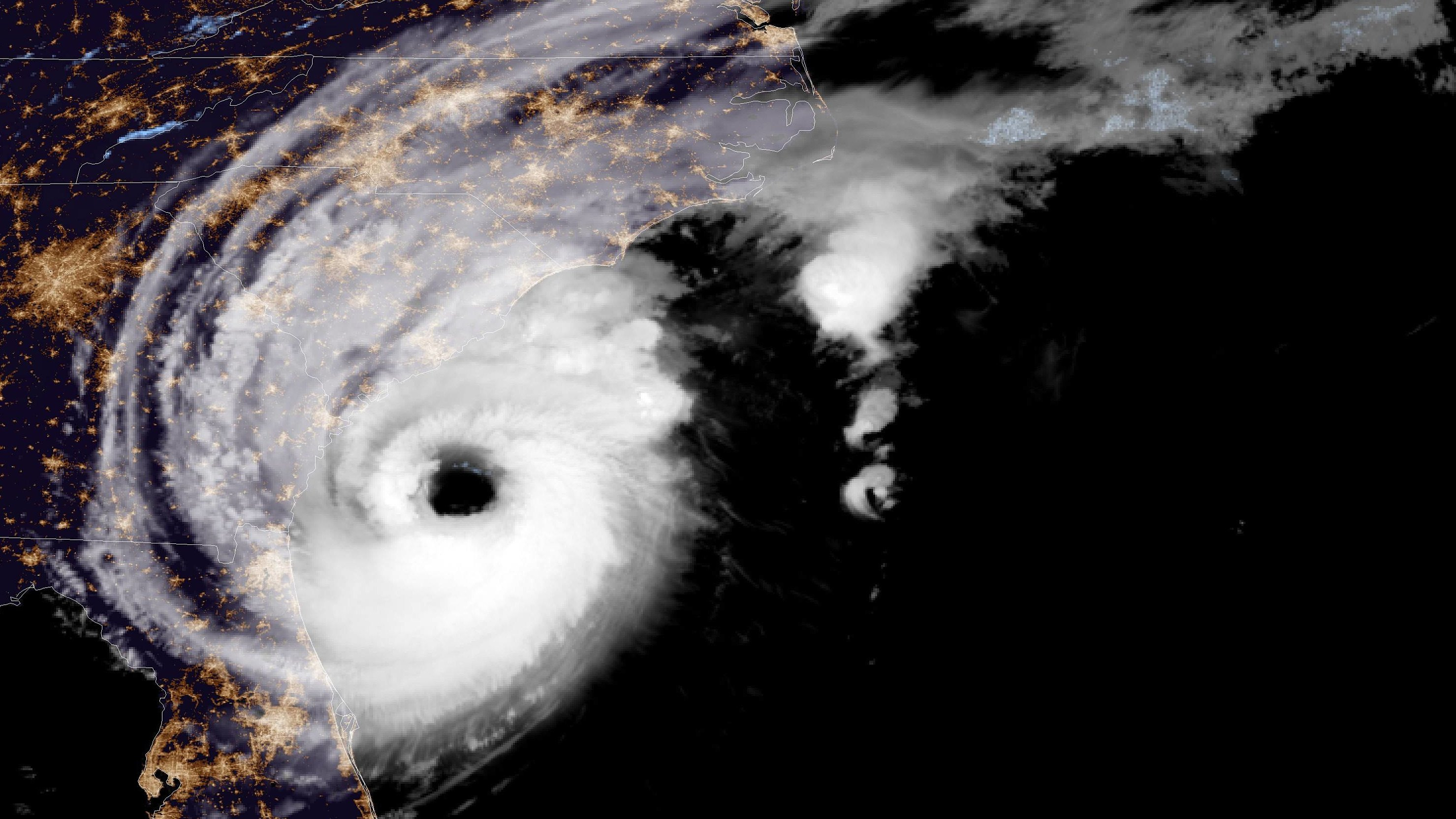
Dorian am 4. September vor der Ostküste der USA

Am 4. September zog Dorian mit etwa 11 km/h parallel zur etwa 140 Kilometer entfernten Küste Floridas in nordnordwestlicher Richtung, am späten Abend in nördliche Richtung, dabei nahm die Windgeschwindigkeit zu, so dass er wieder ein Kategorie-3-Hurrikan wurde.
Am 5. September änderte der Hurrikan seine Zugrichtung erneut, zuerst auf Nordnordost, dann auf Nordost. Im Laufe des Tages wurde er wieder auf Kategorie 2 zurückgestuft. Durch Regenbänder des Sturms bildeten sich mindestens 24 Tornados in North Carolina und South Carolina. Der Radius des Windfelds, in dem Winde mit Sturmstärke auftraten, betrug nun 350 Kilometer. Sturmwarnungen ergingen nun auch für Küstenabschnitte in Maryland, Delaware und Massachusetts sowie für die kanadischen Seeprovinzen und die Magdalenen-Inseln.
In den frühen Morgenstunden des 6. Septembers wurde Dorian auf Kategorie 1 zurückgestuft. Sein Auge hatte nun einen Durchmesser von etwa 72 Kilometern und sein Zentrum befand sich nur mehr 64 Kilometer von der Küste North Carolinas entfernt. Ab 8:35 Uhr Ortszeit traf das Auge des Hurrikans auf Cape Hatteras, das er mit einer Zuggeschwindigkeit von etwa 22 km/h überquerte. Danach steigerte er seine Zuggeschwindigkeit auf über 40 km/h. Sturmwarnungen galten nun auch für Teile Maines und Neufundland (Kanada).
Am Morgen des 7. September zog Hurrikan Dorian etwa 280 Kilometer vor der Küste Massachusetts vorbei und sorgte im Südosten des Bundesstaats für Sturmwinde. Um 17:00 Uhr Ortszeit wurde Dorian vom National Hurricane Center zu einer posttropischen Zyklone erklärt. Seine Windgeschwindigkeit entsprach mit 155 km/h noch denen eines Kategorie-2-Hurrikans, in einem Radius von 185 Kilometern traten Winde in Hurrikanstärke auf, in einem Radius von 500 Kilometern um das Zentrum Winde in Sturmstärke. Wenig später, um 18:15 Uhr Ortszeit traf das Zentrum des Sturms auf Nova Scotia, das er in der Nacht überquerte und wobei er einen nordnordwestlichen Kurs einschlug.

Am 8. September zog Dorian über den Sankt-Lorenz-Golf in Richtung Neufundland. Gegen Mittag änderte er seine Zugrichtung wieder nach Nordosten und zeigte noch anhaltende Windgeschwindigkeit von 120 km/h. Im Laufe des Tages schwächte er sich ab und hatte keine Hurrikan-Stärke mehr. Um 23:00 abends zeigte er Windgeschwindigkeiten von 95 km/h und zog in Richtung Ostnordost über den Atlantik. Im Laufe des 9. Septembers ging er in einem größeren Tiefdruckgebiet auf.

## Auswirkungen

### Karibik
In Barbados kam es zu Stromausfällen, einige Bäume und Strommasten wurden umgeworfen. Auf St. Lucia entstanden keine größeren Schäden. Auf Martinique traten Sturzfluten auf, Straßen wurden unterspült. In Dominica kam es zu Erdrutschen, die Wasserleitungen zerstörten, mancherorts fiel der Strom aus.
Auf den Jungferninseln kam es ebenfalls zu Stromausfällen. Auf den Britischen Jungferninseln gab es nach ersten Berichten nur geringe Schäden, auf den Amerikanischen Jungferninseln wurden Bäume entwurzelt.
Puerto Rico, das 2017 durch den Kategorie-5-Hurrikan Maria verwüstet worden war, erwartete zunächst, direkt vom Sturm getroffen zu werden. Gouverneurin Wanda Vázquez rief am 26. August den Notstand aus. Dorian zog dann jedoch östlich an Puerto Rico vorbei, lediglich auf Culebra und Vieques kam es zu Stromausfällen und Überflutungen. Ein Todesfall wurde im Zusammenhang mit dem Sturm in Puerto Rico gemeldet.

### Bahamas
Der Premierminister der Bahamas Hubert Minnis forderte am 30. August die Bewohner einiger Gemeinden auf Abaco und Grand Bahama zur Evakuierung auf. Jedoch folgten viele dem Aufruf nicht. Am 1. September um 12:40 Uhr Ortszeit traf das Auge des Sturms auf Elbow Cay, Abaco.
Dorian war der stärkste Hurrikan, der die Inselgruppe der Bahamas seit Beginn moderner Aufzeichnungen getroffen hat. Er verursachte Sturmfluten mit fünfeinhalb bis sieben Meter hohen Wellen. Der Sturm wütete drei Tage über den nördlichen Bahamas. Windböen erreichten Geschwindigkeiten von bis zu 350 km/h. Nach Angaben des Roten Kreuzes wurden rund 13.000 Häuser zerstört. Trinkwasserquellen wurden verunreinigt, das Telekommunikationsnetz brach zusammen. Mit Stand 28. Februar 2020 wurde auf den Bahamas der Tod von 74 Menschen infolge des Hurrikans bestätigt. Es wird jedoch befürchtet, dass die tatsächliche Anzahl deutlich höher liegt. Ende Oktober 2019 wurden noch immer 282 Menschen vermisst. Gesundheitsminister Duane Sands sprach sich im Januar 2020, angesichts der vielen Vermissten dafür aus, per Regierungserklärung den Tod von mehr als 200 Menschen zu bestätigen. Rechtlich können Vermisste auf den Bahamas erst nach sieben Jahren für tot erklärt werden, weshalb Sands eine Änderung des Gesetzes bei Katastrophenfällen forderte. Premierminister Hubert Minnis äußerte sich ablehnend zu diesem Vorschlag.
Die Vereinten Nationen schätzten, dass etwa 70.000 Menschen Nothilfe benötigten. Zahlreiche Gesundheitseinrichtungen wurden unbenutzbar. Der wirtschaftliche Schaden auf den Bahamas wird von der Interamerikanischen Entwicklungsbank auf 3,4 Milliarden Dollar geschätzt.
Der Hauptort der Abaco-Inseln Marsh Harbour wurden ganz besonders schwer getroffen, die beiden Armenviertel The Mudd und Pigeon Peas wurden völlig zerstört. Auf der Insel wurde Infrastruktur wie der Hafen, ein Krankenhaus und Geschäfte zerstört. Einer der drei Flughäfen der Insel war nur mehr beschränkt einsatzfähig, ein weiterer war bis 5. September geschlossen. Neunzig Prozent der Bevölkerung hatten keinen Zugang zu trinkbarem Leitungswasser.
Auf Grand Bahama wurden zahlreiche Häuser zerstört oder beschädigt. Straßen wurden durch Trümmer blockiert, Trinkwasser war knapp. Der Flughafen von Freeport auf der Insel Grand Bahama stand einige Tage unter Wasser und wurde schwer beschädigt. Etwa 90 Prozent aller Gebäude auf Grand Bahama hatten mit Stand 6. September keinen Strom. Ein Viertel der Bevölkerung der Insel hatte keinen Zugang zu trinkbarem Leitungswasser. Beim Öl-Tanklager South Riding Point in High Rock, Grand Bahama, wurden mehrere Kuppeln von Festdachtanks vom Wind heruntergerissen und es kam zu Ölverschmutzung des Bodens in der Umgebung. Eine Grundwasserverschmutzung wurde befürchtet. Laut der Betreiberfirma Equinor gelangten rund 55.000 Barrel Öl in die Umwelt. Das Unternehmen setzte zeitweise bis zu 350 Personen für die Reinigungsarbeiten ein.
Auf der bevölkerungsreichsten Insel New Providence kam es ebenfalls zu Überschwemmungen und Stromausfällen.
Es wurde begonnen, obdachlos gewordene Menschen von Abaco nach New Providence zu evakuieren, wo Notunterkünfte eingerichtet wurden. Das Vereinigte Königreich unterstützt die Katastrophenhilfe mit dem Schiff RFA Mounts Bay, die United States Coast Guard mit Hubschraubern und Schiffen und das US Northern Command entsandte die Bataan. Die Mounts Bay wurde am 11. September von zwei Schiffen der Niederlande abgelöst, die auch deutsche und französische Marinesoldaten zur Unterstützung brachten und eine Woche lang die Katastrophenhilfe unterstützen. Kanada entsandte ein C-130 Transportflugzeug, die Dominikanische Republik ihr Flaggschiff Almirante Didiez Burgos und zwei kleinere Flugzeuge. Personelle Unterstützung kam auch aus Jamaika, Trinidad und Tobago, Barbados und weiteren Staaten der Karibischen Gemeinschaft.
Etwa 5000 Bahamaer wurden nach New Providence evakuiert, 4000 verließen die Bahamas in Richtung USA, viele davon gingen nach Florida. Bis Ende Oktober 2019 transportierte das Welternährungsprogramm der Vereinten Nationen 850 Tonnen Nahrungsmittel und Hilfsgüter auf die Bahamas. Die UNO, zahlreiche Nationen und Unternehmen spendeten für die Katastrophenhilfe. Die bahamaische Katastrophenschutzbehörde NEMA richtete ein Spendenkonto ein.

### USA
In Florida wurde am 28. August der Notstand ausgerufen, es wurde erwartet, dass Dorian einige Tage später direkt auf den Bundesstaat treffen würde. Vorübergehend wurde die Evakuierung von 16 Countys angeordnet. In einigen Gebieten kam es zu Stromausfall. Drei Todesfälle in Florida stehen indirekt im Zusammenhang mit dem Sturm.
Später wurde auch in den Staaten Georgia, North Carolina und South Carolina der Notstand ausgerufen. Für mehr als eine Million Bewohner der Küsten der beiden Carolinas wurde ab 2. bzw. 3. September die Evakuierung angeordnet. In Georgia mussten 6 Counties evakuiert werden.
In Charleston und weiteren Orten in South Carolina setzten am 5. September Sturmfluten Straßen bis zu 1,2 Meter unter Wasser. 200.000 Menschen in South Carolina waren von einem Stromausfall betroffen, 9000 in North Carolina und 7000 in Georgia. In North Carolina werden drei Todesfälle indirekt auf den Sturm zurückgeführt. Durch den Sturm ausgelöste Tornados zerstörten einige Mobilheime und beschädigten Häuser und Autos in den beiden Carolinas.
Am 6. September sorgte Dorian für Sturmfluten in Abschnitten der Outer Banks, der Ort Ocracoke wurde überschwemmt.
Im Zeitraum von 4. bis 6. September wurde durch Dorian die Entstehung von 21 Tornados ausgelöst, darunter zwei der Stufe EF2 auf der Enhanced Fujita Scale. Die schwersten Tornadoschäden entstanden in Brunswick County und Emerald Isle in North Carolina.
Den durch Dorian in den Vereinigten Staaten entstandenen finanziellen Schaden schätzt die nationale Wetterbehörde NOAA auf 1,6 Milliarden US-Dollar.

### Kanada
In Nova Scotia sorgte Dorian für einen Stromausfall bei etwa 400.000 Haushalten, in New Brunswick bei mehr als 64.000 Haushalten. Häuser wurden abgedeckt, Bäume entwurzelt, Straßen überflutet und in Halifax stürzte ein Baukran um. Zahlreiche Flüge wurden gestrichen oder verschoben. Auch in Prince Edward Island kam es zu Stromausfällen, insgesamt waren über 500.000 Haushalte in Kanada ohne Strom. Auch das Mobilfunknetz wurde teilweise für einige Tage beeinträchtigt. Sturmfluten auf den Magdalenen-Inseln brachten bis zu 20 Meter hohe Wellen. Bäume und Strommasten wurden gefällt, bei etwa 7000 Haushalten fiel der Strom aus. In Kanada kamen durch den Sturm keine Menschen zu Schaden. Die versicherten wirtschaftlichen Schäden in Kanada werden auf 105 Mio. kanadische Dollar (etwa 72,5 Mio. Euro) geschätzt.

## Belege
1. 1 2 3 4 5 6 7 8  Lixion A. Avila, Stacy R. Stewart, Robbie Berg, Andrew B. Hagen: Tropical Cyclone Report: Hurricane Dorian (AL052019). National Hurricane Center. 20. April 2019, abgerufen am 15. Mai 2020 (englisch; PDF; 22,5 MB).
2. ↑  Tropical Weather Discussion. National Hurricane . 19. August 2019, abgerufen am 5. September 2019 (englisch).
3. ↑  Tropical Weather Discussion. National Hurricane Center. 20. August 2019, abgerufen am 5. September 2019 (englisch).
4. ↑  NHC Graphical Outlook Archive: Disturbance 2. National Hurricane Center. 23. August 2019, abgerufen am 5. September 2019 (englisch).
5. ↑  Tropical Depression Five Discussion Number 1. National Hurricane Center. 24. August 2019, abgerufen am 5. September 2019 (englisch).
6. ↑  Tropical Storm Dorian Discussion Number 2. National Hurricane Center. 24. August 2019, abgerufen am 5. September 2019 (englisch).
7. ↑  Tropical Storm Dorian Advisory Number 6. National Hurricane Center. 25. August 2019, abgerufen am 5. September 2019 (englisch).
8. ↑  Tropical Storm Dorian Advisory Number 8. National Hurricane Center. 26. August 2019, abgerufen am 5. September 2019 (englisch).
9. ↑  DORIAN Graphics Archive: Initial Wind Field and Watch/Warning Graphic. National Hurricane Watch. Abgerufen am 5. September 2019 (englisch).
10. ↑  Tropical Storm Dorian Advisory Number 11. National Hurricane Center. 26. August 2019, abgerufen am 5. September 2019 (englisch).
11. ↑  Tropical Storm Dorian Advisory Number 12. National Hurricane Center. 27. August 2019, abgerufen am 5. September 2019 (englisch).
12. ↑  Tropical Storm Dorian Intermediate Advisory Number 13A. National Hurricane Center. 27. August 2019, abgerufen am 5. September 2019 (englisch).
13. ↑  Tropical Storm Dorian Advisory Number 17. National Hurricane Center. 28. August 2019, abgerufen am 5. September 2019 (englisch).
14. ↑  Hurricane Dorian Intermediate Advisory Number 17A. National Hurricane Center. 28. August 2019, abgerufen am 5. September 2019 (englisch).
15. ↑  Hurricane Dorian Advisory Number 19. National Hurricane Center. 28. August 2019, abgerufen am 5. September 2019 (englisch).
16. ↑  Hurricane Dorian Advisory Number 23. National Hurricane Center. 29. August 2019, abgerufen am 5. September 2019 (englisch).
17. ↑  Hurricane Dorian Intermediate Advisory Number 25A. National Hurricane Center. 30. August 2019, abgerufen am 5. September 2019 (englisch).
18. ↑  Hurricane Dorian Tropical Cyclone Update. National Hurricane Center. 30. August 2019, abgerufen am 5. September 2019 (englisch).
19. ↑  Hurricane Dorian Intermediate Advisory Number 32A. National Hurricane Center. 1. September 2019, abgerufen am 5. September 2019 (englisch).
20. ↑  Hurricane Dorian Tropical Cyclone Update. National Hurricane Center. 1. September 2019, abgerufen am 5. September 2019 (englisch).
21. ↑  Hurricane Dorian Advisory Number 35. National Hurricane Center. 1. September 2019, abgerufen am 5. September 2019 (englisch).
22. ↑  Hurricane Dorian Advisory Number 37. National Hurricane Center. 2. September 2019, abgerufen am 5. September 2019 (englisch).
23. ↑  Lynn Jenner, Owen Kelley: Dorian – Atlantic Ocean. In: blogs.nasa.gov. 3. September 2019, abgerufen am 5. September 2019 (englisch).
24. ↑  Hurricane Dorian Intermediate Advisory Number 39A...Resent. National Hurricane Center. 3. September 2019, abgerufen am 5. September 2019 (englisch).
25. ↑  Hurricane Dorian Advisory Number 41. National Hurricane Center. 3. September 2019, abgerufen am 5. September 2019 (englisch).
26. ↑  Hurricane Dorian Advisory Number 45. National Hurricane Center. 4. September 2019, abgerufen am 5. September 2019 (englisch).
27. ↑  Hurricane Dorian Advisory Number 47. National Hurricane Center. 4. September 2019, abgerufen am 5. September 2019 (englisch).
28. ↑  Hurricane Dorian Intermediate Advisory Number 48A. National Hurricane Center. 5. September 2019, abgerufen am 5. September 2019 (englisch).
29. 1 2  Hurricane Dorian Intermediate Advisory Number 50. National Hurricane Center. 5. September 2019, abgerufen am 5. September 2019 (englisch).
30. ↑  Hurricane Dorian Advisory Number 49. National Hurricane Center. 5. September 2019, abgerufen am 5. September 2019 (englisch).
31. ↑  Hurricane Dorian Tropical Cyclone Update. National Hurricane Center. 5. September 2019, abgerufen am 5. September 2019 (englisch).
32. 1 2 3  Jason Hanna, Hollie Silverman, Alisha Ebrahimji: Hurricane Dorian sets sights on Canada after North Carolina landfall. In: cnn.com. 7. September 2019, abgerufen am 7. September 2019 (englisch).
33. ↑  Hurricane Dorian Advisory Number 51. National Hurricane Center. 5. September 2019, abgerufen am 6. September 2019 (englisch).
34. ↑  Hurricane Dorian Tropical Cyclone Update. National Hurricane Center. 6. September 2019, abgerufen am 6. September 2019 (englisch).
35. 1 2  Richard Fausset, Nicholas Bogel-Burroughs, Patricia Mazzei: Hurricane Dorian Hits Carolinas With Winds, Floods and Tornadoes: Live Updates. In: nytimes.com. 6. September 2019, abgerufen am 6. September 2019 (englisch).
36. ↑  Hurricane Dorian Tropical Cyclone Update. National Hurricane Center. 6. September 2019, abgerufen am 6. September 2019 (englisch).
37. ↑  Hurricane Dorian Advisory Number 55. National Hurricane Center. 6. September 2019, abgerufen am 7. September 2019 (englisch).
38. ↑  Hurricane Dorian Advisory Number 56. National Hurricane Center. 7. September 2019, abgerufen am 7. September 2019 (englisch).
39. ↑  Post-Tropical Cyclone Dorian Advisory Number 59. National Hurricane Center. 7. September 2019, abgerufen am 8. September 2019 (englisch).
40. ↑  Post-Tropical Cyclone Dorian Tropical Cyclone Update. National Hurricane Center. 7. September 2019, abgerufen am 8. September 2019 (englisch).
41. ↑  Post-Tropical Cyclone Dorian Advisory Number 60. National Hurricane Center. 7. September 2019, abgerufen am 8. September 2019 (englisch).
42. ↑  Post-Tropical Cyclone Dorian Advisory Number 61. National Hurricane Center. 8. September 2019, abgerufen am 8. September 2019 (englisch).
43. ↑  Post-Tropical Cyclone Dorian Advisory Number 62. National Hurricane Center. 8. September 2019, abgerufen am 8. September 2019 (englisch).
44. ↑  Post-Tropical Cyclone Dorian Advisory Number 62. National Hurricane Center. 8. September 2019, abgerufen am 9. September 2019 (englisch).
45. ↑  Barbados reports no major issues from TS Dorian. In: barbadostoday.bb. 27. August 2019, abgerufen am 5. September 2019 (englisch).
46. ↑  NEMO: No Major Damage From Passage Of Dorian. (Memento des Originals vom 29. August 2019 im Internet Archive)  Info: Der Archivlink wurde automatisch eingesetzt und noch nicht geprüft. Bitte prüfe Original- und Archivlink gemäß Anleitung und entferne dann diesen Hinweis. In: stluciatimes.com. 27. August 2019, abgerufen am 5. September 2019 (englisch).
47. ↑  TS Dorian causes widespread flash flooding in Martinique. In: virginislandsnewsonline.com. 27. August 2019, abgerufen am 5. September 2019 (englisch).
48. ↑  DOWASCO working to restore water Registe says. In: dominicanewsonline.com. 29. August 2019, abgerufen am 5. September 2019 (englisch).
49. ↑  Several communities without electricity due to passage of TS Dorian. In: dominicanewsonline.com. 27. August 2019, abgerufen am 5. September 2019 (englisch).
50. ↑  Hurricane Dorian does little damage to U.S. Virgin Islands. In: cbc.ca. 28. August 2019, abgerufen am 5. September 2019 (englisch).
51. 1 2  James Pasley: 28 photos show how people in the Caribbean braced for Dorian as the hurricane heads for Florida. In: insider.com. 29. August 2019, abgerufen am 5. September 2019 (englisch).
52. ↑  Puerto Rico von Hurrikan „Dorian“ weitgehend verschont. In: orf.at. 29. August 2019, abgerufen am 30. August 2019.
53. ↑  Krystel Brown: Minnis issues emergency evacuation plea for Abacos and parts of GB. In: thenassauguardian.com. 30. August 2019, abgerufen am 6. September 2019 (englisch).
54. ↑  Krystel Brown: PM: This is the worst day of my life. (Memento des Originals vom 2. September 2019 im Internet Archive)  Info: Der Archivlink wurde automatisch eingesetzt und noch nicht geprüft. Bitte prüfe Original- und Archivlink gemäß Anleitung und entferne dann diesen Hinweis. In: thenassauguardian.com. 1. September 2019, abgerufen am 6. September 2019 (englisch).
55. ↑  Hurrikan der höchsten Stufe: „Dorian“ erschüttert die Bahamas. In: tagesschau.de. 2. September 2019, abgerufen am 5. September 2019.
56. 1 2  Rachel Knowles, Frances Robles: Death Toll Rises to 23 in Bahamas, as Stories of Survival Emerge. In: nytimes.com. 5. September 2019, abgerufen am 6. September 2019 (englisch).
57. 1 2  Fünf Tote, 13.000 kaputte Häuser - „Dorian“ tobt über den Bahamas. In: spiegel.de. 3. September 2019, abgerufen am 5. September 2019.
58. 1 2  Hurricane Dorian. Situation Report No. 8. Caribbean Disaster Emergency Management Agency. 7. September 2019, abgerufen am 10. September 2019 (englisch; PDF; 2,51 MB).
59. ↑  NEMA update: Death Toll Rises to 74 post-Hurricane Dorian. In: bahamas.gov.bs. NEMA, 28. Februar 2020, abgerufen am 3. März 2020 (englisch).
60. ↑  2500 Vermisste auf den Bahamas. In: Tagesschau.de. 11. September 2019, abgerufen am 12. September 2019.
61. ↑  Jacqueline Charles: The Bahamas have a tough road ahead. Dorian caused $3.4 billion worth of damage, report says. In: miamiherald.com. 16. November 2019, abgerufen am 16. November 2019 (englisch).
62. ↑  Syann Thompson: Sands Calls For Govt To Agree Bigger Total For Victims Of Dorian. In: tribune242.com. 7. Januar 2020, abgerufen am 3. März 2020 (englisch).
63. ↑  No DNA match yet for bodies on Abaco. In: thenassauguardian.com. 26. Februar 2020, abgerufen am 3. März 2020 (englisch).
64. 1 2  Oliver Laughland: Hurricane Dorian: 'generational devastation' in Bahamas, says PM . In: theguardian.com. 5. September 2019, abgerufen am 5. September 2019 (englisch).
65. ↑  Hurrican Dorian – Health Facility Status. Pacific Disaster Center. 9. September 2019, abgerufen am 10. September 2019 (englisch; PDF; 601 kB).
66. ↑  Damages and other impacts on Bahamas by Hurricane Dorian estimated at $3.4 billion: report. (Seite nicht mehr abrufbar, festgestellt im Juli 2025. Suche in Webarchiven)  Info: Der Link wurde automatisch als defekt markiert. Bitte prüfe den Link gemäß Anleitung und entferne dann diesen Hinweis. In: iadb.org. 15. November 2019, abgerufen am 18. Dezember 2019 (englisch).
67. 1 2 3  Hurrican Dorian Bahamas: Humanitarian Situation Report No. 1. UNICEF. 6. September 2019, abgerufen am 8. September 2019 (englisch; PDF; 914 kB).
68. ↑  Rashad Rolle: How The Mudd And Pigeon Peas Were Lost. In: tribune242.com. 7. September 2019, abgerufen am 8. September 2019 (englisch).
69. 1 2  Tara Law: Here's What It's Like in the Bahamas After It Was Devastated by Hurricane Dorian. In: time.com. 7. September 2019, abgerufen am 8. September 2019 (englisch).
70. 1 2  NEMA Daily Update - 25 September 2019. In: bahamas.gov.bs. 25. September 2019, abgerufen am 27. September 2019 (englisch; PDF; 673 kB).
71. ↑  Dakin Andone: The airport on the island of Grand Bahama is 'a debris field' after Hurricane Dorian. In: cnn.com. 5. September 2019, abgerufen am 8. September 2019 (englisch).
72. ↑  Yessenia Funes: Hurricane Dorian Caused an Oil Spill That Could Be a 'Socioeconomic Tragedy'. In: gizmodo.com. 6. September 2019, abgerufen am 8. September 2019 (englisch).
73. ↑  Sloan Smith: Equinor estimates another six months for oil spill cleanup. In: ewnews.com. 20. November 2019, abgerufen am 18. Dezember 2019 (englisch).
74. ↑  RFA Mounts Bay delivers aid to The Bahamas. In: gov.uk. 4. September 2019, abgerufen am 8. September 2019 (englisch).
75. ↑  Update 8: Coast Guard continues response efforts in Bahamas due to Hurricane Dorian. In: govdelivery.com. 7. September 2019, abgerufen am 8. September 2019 (englisch).
76. ↑  Virginia-Based Sailors, Marines Return After Supporting Relief to Bahamas. In: navy.mil. 18. September 2019, abgerufen am 20. September 2019 (englisch).
77. ↑  Royal Navy Hands Off Bahamas Relief Mission to Dutch Forces. In: maritime-executive.com. 11. September 2019, abgerufen am 20. September 2019 (englisch).
78. ↑  Bahamas: Hurricane Dorian. Situation Report No. 01. UN Office for the Coordination of Humanitarian Affairs, 7. September 2019, abgerufen am 10. September 2019 (englisch; PDF; 351 kB).
79. ↑  Disaster relief operation in Bahamas. In: reliefweb.int. 13. September 2019, abgerufen am 20. September 2019 (englisch).
80. ↑  Hilfseinsatz von Marine-Soldaten auf den Bahamas beendet. In: stern.de. 18. September 2019, abgerufen am 22. September 2019.
81. ↑  Bahamas: Hurricane Dorian – Defence/Military Assets. OCHA. In: reliefweb.int. 20. September 2019, abgerufen am 21. September 2019 (englisch; PDF; 159 kB).
82. ↑  Sheria Brathwaite: Mia advises: Balance skills. In: nationnews.com. 21. September 2019, abgerufen am 23. September 2019 (englisch).
83. ↑  Hurricane Dorian. Situation Report No. 16. Caribbean Disaster Emergency Management Agency. 21. September 2019, abgerufen am 23. September 2019 (englisch; PDF; 1,76 MB).
84. ↑  Dánica Coto: Thousands in Bahamas struggle to find work after Dorian. In: apnews.com. 14. September 2019, abgerufen am 20. September 2019 (englisch).
85. ↑  Bahamians Who Fled Dorian Face An Uncertain Future In U.S. In: npr.org. 19. September 2019, abgerufen am 20. September 2019 (englisch).
86. ↑  Hurricane Dorian – Bahamas. In: reliefweb.com. WFP, 1. November 2019, abgerufen am 18. Dezember 2019 (englisch; PDF; 757 kB)
87. ↑  DORIAN Graphics Archive: 5-day Forecast Track and Watch/Warning Graphic. National Hurricane Watch. Abgerufen am 5. September 2019 (englisch).
88. ↑  Mary Ellen Klas: Dorian claimed three lives in Florida. Two were men who fell while prepping for storm. In: miamiherald.com. 5. September 2019, abgerufen am 7. September 2019 (englisch).
89. ↑  White House declares state of emergency in Georgia ahead of Dorian. In: thehill.com. 3. September 2019, abgerufen am 5. September 2019 (englisch).
90. ↑  Christina Maxouris, Eric Levenson: Hurricane Dorian heads for the Carolinas, could bring 'life-threatening storm surge' to the coast. In: cnn.com. 5. September 2019, abgerufen am 5. September 2019 (englisch).
91. ↑  Number of hurricane-related deaths in NC rises to 3, governor says. In: charlotteobserver.com. 9. September 2019, abgerufen am 15. September 2019 (englisch).
92. ↑  Adam B. Smith: 2010-2019: A landmark decade of U.S. billion-dollar weather and climate disasters. (Memento des Originals vom 24. Dezember 2020 im Internet Archive)  Info: Der Archivlink wurde automatisch eingesetzt und noch nicht geprüft. Bitte prüfe Original- und Archivlink gemäß Anleitung und entferne dann diesen Hinweis. In: climate.gov. 8. Januar 2020, abgerufen am 3. März 2020 (englisch).
93. ↑  Graeme Benjamin, Aya Al-Hakim, Kerri Breen: Hundreds of thousands without power as Dorian hits Nova Scotia. In: globalnews.ca. 8. September 2019, abgerufen am 8. September 2019 (englisch).
94. 1 2  Michael MacDonald: Hurricane Dorian leaves Maritimers with cellphone service complaints. In: globalnews.ca. 10. September 2019, abgerufen am 11. September 2019 (englisch).
95. ↑  ‘Everything was ravaged‘: Dorian leaves Magdalen Islands in shambles. In: cbc.ca. 8. September 2019, abgerufen am 9. September 2019 (englisch).
96. ↑  Hurricane Dorian Caused Over $100 Million in Insured Damage. In: newswire.ca. 4. Oktober 2019, abgerufen am 26. Oktober 2019 (englisch).